# Trabecula
Trabecula este un gen de melci de mare de dimensiuni reduse, gasteropode marine, moluște sau alte micromoluște din familia Pyramidellidaelor și din subfamilia Chrysallidinaelor, un taxon larg de gasteropode marine.

## Specii
- Trabecula abei (Nomura, 1938)
- Trabecula jeffreysiana Monterosato, 1884
- Trabecula kronenbergi (van Aartsen, Gittenberger & Goud, 2000)
- Trabecula krumpermani (Jong & Coomans, 1988)
- Trabecula laxa (Dall & Bartsch, 1909) (sinonim : Odostomia (Salasiella) laxa Dall & Bartsch, 1909)
- Trabecula tani (Saurin, 1959)
- Trabecula tantilloides (Nomura, 1938)
- Trabecula truncatelliformis (Hori & Fukuda, 1999)
- Trabecula yositunei (Nomura, 1938)

Specii decăzute în sinonime
- Trabecula montforti (Corgan, 1972): sinonim pentru Nesiodostomia montforti Corgan, 1972
- Trabecula plicata (A. Adams, 1860): sinonim pentru Pyrgulina plicata (A. Adams, 1860)
- Trabecula punctigera (A. Adams, 1860): sinonim pentru Linopyrga punctigera (A. Adams, 1860)
- Trabecula tantilla (A. Adams, 1863): sinonim pentru Linopyrga tantilla (A. Adams, 1863)